# Konventionen om förbud mot kemiska vapen
Konventionen om förbud mot kemiska vapen antogs i Paris 13 januari 1993. Konventionen trädde i kraft i april 1997. Konventionens formella engelska beteckning är Convention on the Prohibition of the Development, Production, Stockpiling and Use of Chemical Weapons and on their Destruction och förkortas CWC.

## Historia
Arbetet med ett multinationellt förbud mot kemiska vapen inleddes redan år 1968. Först 1992 formulerades dock ett konkret förslag till en FN-konvention som godkändes av Generalförsamlingen i november samma år. 13 januari 1993 öppnades konventionen för medlemsstaters underskrifter. Konventionen innehöll flera aspekter som inkluderades i Genèveprotokollet från 1925 om förbud mot stridsgaser som användes i första världskriget.

## Medlemsstater
I april 2018 hade 192 av FN:s medlemsstater skrivit under och ratificerat konventionen. Israel och Myanmar (Burma) har skrivit under men inte ratificerat. Angola, Nordkorea, Egypten, Sydsudan och Syrien har varken skrivit under eller ratificerat konventionen.
Genom lagen (1994:118) om inspektioner enligt Förenta nationernas konvention om förbud mot kemiska vapen har Sverige åtagit sig att följa konventionen. Sverige har genom en förordning anslutit till lagen (1994:118) om inspektioner och uppdragit åt Inspektionen för strategiska produkter att vara nationell myndighet i enlighet med Sveriges åtaganden.

## Uppföljning
Konventionens artikel 8 ligger till grund för Organisationen för förbud mot kemiska vapen som enligt artikel 6 och 9 har rätt att inspektera medlemsstater för att verifiera att framställningen av kemiska produkter endast är till för fredliga ändamål. Organisationen överser också förstörandet av länders kemiska vapenarsenaler. Senast tio år efter att konventionen trädde ikraft skulle alla medlemsstater ha slutfört detta men undantag kunde ges fram till 2012. I början av 2013 hade totalt 70 fabriker för kemiska vapen deklarerats världen över varav 43 förstördes och 21 omvandlades för civilt bruk. Störst arsenaler av kemiska vapen deklarerades av Ryssland och USA. Deras arsenaler kunde inte förstöras innan tidsfristen gick ut i april 2012. I januari 2013 hade totalt 78% av all världens deklarerade arsenaler av kemiska vapen verifierats vara förstörda.

## Vanliga stridsgaser
De vanligaste kemiska vapnen är VX, senapsgas, sarin och soman.
- VX är luktfritt och smaklöst. 10 milligram på huden, i ögonen eller svalt är dödande inom en timme.[12]
- Senapsgas användes för första gången i första världskriget. Sedan dess har det använts av Italien i dess krig mot Abessinien år 1935 där senapsgas användes mot helt försvarslösa trupper. I kriget mellan Irak och Iran 1983-1988 satte Irak in stora mängder senapsgas. Efter andra världskriget dumpade Sovjetunionen stora mängder oanvänd beslagtagen tysk senapsgas i Östersjön. På svenskt vatten finns två dumpningsområden, ett utanför fyren Måseskär i Skagerrak och ett sydost om Gotland. Amerikanska flottan sänkte sin beslagtagna senapsgas i Nordsjön.
- Sarin användes av Irak i kriget mot Iran 1980-1988. Irak använde sarin i mars 1988 mot den kurdiska staden Halabja när omkring 5 000 personer dödades på order av Ali Hassan al-Majid, därefter kallad Kemiske Ali. Senaste kända tillfället sarin användes var 1995 då sekten Aum Shinrikyo använde den i Tokyos tunnelbana då tolv personer dödades.[13]
- Soman är också en nervgas uppfunnen av tysk-österrikaren Richard Kuhn, som fick Nobelpris 1938 för arbetet med karotin och vitaminer. Han förbjöds dock av den nazistiska regimen att hämta priset. Soman skapade han 1944, ett år innan han slutligen mottog Nobelpriset.[14]

## Fotnoter
1. ↑  ”Inspektionen för strategiska produkter: Konventionen om förbud mot utveckling, produktion, innehav och användning av kemiska vapen samt om deras förstöring”. Arkiverad från originalet den 17 oktober 2013. https://web.archive.org/web/20131017175107/http://www.isp.se/documents/Regelverk/CWC/cwc-konventionen.pdf. Läst 7 februari 2012.
2. ↑  Inspektionen för strategiska produkter: Kemvapenkonventionen Arkiverad 8 augusti 2011 hämtat från the Wayback Machine., läst 2012-02-07
3. ↑  The 1993 Chemical Weapons Convention, THE HARVARD SUSSEX PROGRAM ON CBW ARMAMENT AND ARMS LIMITATION
4. ↑  United Nations Treaty Collection. Convention on the Prohibition of the Development, Production, Stockpiling and Use of Chemical Weapons and on their Destruction Arkiverad 7 april 2015 hämtat från the Wayback Machine.. Accessed 14 January 2009.
5. ↑  Lag (1994:118)om inspektioner enligt Förenta nationernas konvention om förbud mot kemiska vapen
6. ↑  Förordning (1997:121) om inspektioner enligt Förenta nationernas konvention om förbud mot kemiska vapen m.m. https://lagen.nu/1997:121
7. ↑  ”Arkiverade kopian”. Arkiverad från originalet den 24 oktober 2013. https://web.archive.org/web/20131024123651/https://www.opcw.org/chemical-weapons-convention/about-the-convention/. Läst 1 november 2013.
8. ↑  ”Arkiverade kopian”. Arkiverad från originalet den 3 september 2013. https://web.archive.org/web/20130903000211/http://www.opcw.org/our-work/demilitarisation/chemical-weapons-production-facilities/. Läst 26 augusti 2013.
9. ↑  http://www.opcw.org/our-work/demilitarisation/destruction-of-chemical-weapons/
10. ↑  Global Campaign to Destroy Chemical Weapons Passes 60 Percent Mark Arkiverad 11 juli 2010 hämtat från the Wayback Machine.. OPCW. 8 July 2010 (Accessed 19 August 2010)
11. ↑  Demilitarisation, Organisation for the Prohibition of Chemical Weapons, accessed 29 April 2012
12. ↑  Om Agent VX på engelska Agent VX - Vx Poisoning, Treatment Of Vx Poisoning
13. ↑  Om Sarin på engelska http://en.wikipedia.org/wiki/Sarin
14. ↑  Om Soman på engelska http://en.wikipedia.org/wiki/Soman